# Australopacifica fagicola
Australopacifica fagicola is een platworm (Platyhelminthes). De worm is tweeslachtig. De soort leeft in of nabij zoet water.
Het geslacht Australopacifica, waarin de platworm wordt geplaatst, wordt tot de familie Geoplanidae gerekend. De wetenschappelijke naam van de soort werd, als Geoplana fagicola, voor het eerst geldig gepubliceerd in 1901 door Dendy.